# Министерство внутренних дел Финляндии
Министерство внутренних дел Финляндии (фин. Suomen sisäministeriö, швед. Inrikesministeriet) — одно из двенадцати министерств Финляндии, в юрисдикцию которого входит внутренняя безопасность (например, борьба с терроризмом), охрана государственной границы, управление полицией и вопросы миграции. Штаб-квартира министерства находится в Хельсинки. Нынешним министром внутренних дел является Криста Микконен.
Бюджет организации на 2019 год составляет около 1.5 миллиарда евро. Количество сотрудников министерства составляет 190 человек.

## Организация министерства
В Министерстве внутренних дел есть пять департаментов: администрация и развитие, полиция, спасательные службы, иммиграция и охрана границ. Департамент полиции возглавляет Теро Куренмаа, департамент спасения - Киммо Кохвакка, департамент иммиграции - Йорма Вуорио, а департамент пограничной охраны - контр-адмирал Маркку Хассинен, заместитель генерального директора пограничной охраны.
В непосредственном подчинении постоянного секретаря находятся группа национальной безопасности, группа связи, группа по международным делам и Служба внутреннего аудита. Отдельные подразделения образуют штаб-квартиру министерства.